# Subprionomitus paludosus
Subprionomitus paludosus är en stekelart som beskrevs av Hoffer 1969. Subprionomitus paludosus ingår i släktet Subprionomitus och familjen sköldlussteklar.
Artens utbredningsområde är Tjeckien. Inga underarter finns listade i Catalogue of Life.